# Župnija Branik
Župnija Branik je rimskokatoliška teritorialna župnija dekanije Šempeter škofije Koper.
Obsega naselje Branik, naselja Brje, Preserje in Pedrovo ter zaselek Steske.

## Zgodovina
Prva omemba Branika sega v čas okoli leta 1200, ko se omenja cerkev sv. Urha v urbarjih Možaškega samostana. Območje župnije pa je pripadalo obširni komenski pražupniji, ki se prvič omenja leta 1247. 
Župnija Branik se kot samostojna prvič omenja komaj leta 1580, v sklopu gradu Rihemberg.

## Sakralni objekti
- župnijska cerkev sv. Urha
- cerkev sv. Antona Padovanskega - podružnica
- cerkev Sv. Duha - podružnica
- cerkev sv. Katarine Aleksandrijske - podružnica

Od 1. januarja 2018  :
- cerkev sv. Cirila in Metoda - podružnica
- cerkev sv. Martina - podružnica